# Liste der Wüstungen im Landkreis Eichsfeld
Diese Liste führt die Wüstungen im Landkreis Eichsfeld auf. Der Landkreis Eichsfeld ist nicht identisch mit dem historischen Eichsfeld, erstreckt sich aber über weite Gebiete des Obereichsfeldes und einen kleineren Teil des Untereichsfeldes. Das Eichsfeld gehörte zu den wüstungsreichsten Gebieten im Heiligen Römischen Reich, etwa 288 erhalten gebliebenen Orten oder Siedlungen stehen über 530 Wüstungen gegenüber.

## Historische Hintergründe
Besiedelt wurden die tiefer gelegenen Gebiete des Eichsfeldes insbesondere nach der Völkerwanderungszeit zunächst von Süden durch thüringische Volksgruppen. Nach der Zerschlagung des Thüringer Königreiches wanderten von Norden den Sachsen zugerechnete ostfälische Stämme ein, in die Mitte und den Süden kamen auch fränkische Siedler. Dort siedelten auch Wenden, wovon noch heute einige Ortsnamen sowie die Wendische Mark überliefert sind. Ob die heutige Sprachgrenze zwischen dem Niederdeutschen und dem Mitteldeutschen auch die Besiedlungsgrenze darstellte, ist nicht genau belegt.
Mit der weiteren Besiedlung des Eichsfeldes wurden dann größere Waldgebiete auch in höher gelegenen Regionen gerodet und zahlreiche kleine Dörfer oder Siedlungen gegründet. Bis ins 15. Jahrhundert sind viele dieser Orte aufgegeben worden, insbesondere nach kriegerischen Auseinandersetzungen im Spätmittelalter, aber auch auf Grund unzureichender Lebensbedingungen. Die Bewohner zogen dann meist in benachbarte und größere Dörfer, die mehr Schutz boten, die Gemarkung dieser Orte wurde dann meist auch diesen Orten zugeschlagen. Obwohl das Eichsfeld im Dreißigjährigen Krieg stark in Mitleidenschaft gezogen wurde, sind in dieser Zeit kaum Orte dauerhaft verlassen worden. Ab dem 20. Jahrhundert sind wiederum Einzelgehöfte und außerhalb der Dörfer liegende Mühlen aufgegeben worden, nach 1945 betraf es insbesondere nahe der Innerdeutschen Grenze gelegene Bauernhöfe und ehemalige Rittergüter, die zwangsweise geräumt und abgerissen wurden.

## Liste der Wüstungen
Die Liste erhebt keinen Anspruch auf Vollständigkeit, da von vielen Ortsnamen nur wenige Urkunden oder Belege vorliegen. Bei einigen Wüstungsnamen ist nicht sicher, ob es sich um reine Ortswüstungen oder um Flurwüstungen handelt. Nicht aufgeführt werden Orte, die aufgegeben und später unter gleichem Namen wieder neu besiedelt wurden, sowie aufgegebene Burganlagen. Für viele weitere Wüstungsorte ist die geographische Lage nicht bekannt (?).
Das Datum der Ersterwähnung ist daher typischerweise kein Gründungsdatum, die Gründung erfolgte früher. Noch ungenauer ist die Datierung der Aufgabe der Wüstung; der Zeitpunkt ist meistens nur dadurch abzuschätzen, dass der Ortsname ab einem bestimmten Zeitpunkt nicht mehr in Urkunden vorkommt. Typisch ist die Vielfalt an Schreibweisen, die sich im Laufe von Jahrzehnten und Jahrhunderten änderten. Eine genaue Zuordnung von historischen Ortsnamen in alten Urkunden zu heutigen Dörfern ist daher nicht immer sicher gewährleistet.
| Name                                                  | Lage                                          | Ersterwähnung                        | Beginn des Wüstliegens                                                                                        | Bemerkungen | Bild |
| ----------------------------------------------------- | --------------------------------------------- | ------------------------------------ | --- | --- | ---- |
| Albolderode                                           | Reifenstein                                   | 1123                                 | nach Errichtung des Klosters                                                                                  | |      |
| Altendorf                                             | Heilbad Heiligenstadt                         |                                      | | Adelsgeschlecht von Altendorf: Hans 1381, Guntram Vogt auf dem Rusteberg |      |
| Altenhagen                                            | Wingerode                                     | 1281                                 | | |      |
| Altjützenbach                                         | Jützenbach                                    | 1124 (Guzenbeche novali)             | 13. Jh. | |      |
| Amscherode                                            | Geismar                                       | 1577 (Amsrode)                       | | |      |
| Armenschwende                                         | Burgwalde, Schachtebich                       | 17. Jh. (Allmanswend)                | | möglicherweise ein Vorgängerort von Burgwalde |      |
| Arnolsbach                                            | Fretterode                                    |                                      | | 1856 Zinsen und Zehnten von der Wüstung an die von Hanstein |      |
| Ascha                                                 | Holungen, Bischofferode                       | 1124                                 | nach 1506? | |      |
| Ascherode                                             | Martinfeld                                    | 1146 (Eseherichsrode)                | | gehörte zum Tastungenschen Gericht Ascheröder Mühle (1975 abgerissen) |      |
| Bauer(n)eck                                           | Stöckey, Weilrode                             | 1573                                 | | |      |
| Beisenburg, Poiseburg                                 | Beuren                                        | 1412 (Poyseburg)                     | nach 1836 | Vorwerk |      |
| Belkerode (Welkerod, Bilkero(d)t)                     | Stöckey, Epschenrode                          |                                      | | entstand mit dem Weiler Wettelrode bei Stöckey; lag 1800 Schritte südwestlich von Stöckey und 2000 Schritte nördlich von Werningerode und somit vermutlich am Rinnebach; westlicher Grenzort des Helmegaus als Teil des Bannes Bleicherode |      |
| Bennekendorf                                          | Holungen                                      | 1431 (Benkinsdorff)                  | | |      |
| Bergeshagen                                           | Breitenbach                                   | 1191 (Berengerhagen)                 | 16. Jh. | |      |
| Besenrode                                             | Hohengandern                                  | 1362 (Amsrode)                       | | 1533 Vorwerk Besenrode |      |
| (Nieder)-Beuren                                       | Beuren                                        | 1201 (Buren)                         | | das spätere Kloster Beuren |      |
| Bibra                                                 | Rengelrode                                    | 1318 (Bybera)                        | | |      |
| Bop(p)enrode                                          | Bischofferode                                 | 1293 (Popenrode)                     | | |      |
| Bovenrode (Bouenrode)                                 | Epschenrode                                   |                                      | | lag am Kulmbach vorm Rain(s)berg |      |
| Bünde                                                 | Stöckey                                       |                                      | | liegt unterhalb des Naturschutzgebiets Sülzensee-Mackenröder Wald vorm Bauerneck zwischen Pinte und Sete am Nordberg vor Stöckey |      |
| Bunte                                                 | Rustenfelde                                   | 1162                                 | | Bunte Mühle |      |
| Deienrode                                             | Schönau                                       | 1318 (deyenrode)                     | vor 1676 | |      |
| Dorntal                                               | Sickerode                                     |                                      | vor 1358 (Dornthal)                                                                                           | ehemalige Thormühle als Überrest |      |
| Eckstedt                                              | Wachstedt, Küllstedt                          | 1318 (Bybera)                        | | vor 1514 |      |
| Eilrode, Elenrode                                     | Marth                                         | 1254 (Elenrod)                       | | bei der heutigen Wiesenmühle |      |
| Ehrenborn, Ohrenborn                                  | Martinfeld                                    | 1317 (Orneborn)                      | vor 1420 | |      |
| Eltingerode, Ellingerode, Etzelrode                   | Gerterode                                     | (1549)                               | | Ellingeröder oder Schwarzburger Mühle als Relikt (Ersterwähnung 1623) |      |
| Eitzerode                                             | Stöckey, Lüderode                             |                                      | | zwischen der Hohen Straße und der L2060 |      |
| Eppenrode                                             | Kirchworbis, Gernrode                         |                                      | vor 1561 | |      |
| Esplingerode                                          | Stöckey, Epschenrode                          | 1087                                 | nach der Gründung von Epschenrode                                                                             | |      |
| Etzelsbach                                            | Steinbach                                     |                                      | vor 1556 | Wallfahrtskapelle Etzelsbach als Überbleibsel |      |
| Friedrichshausen                                      | Bornhagen                                     | 1335 (Fredegershusen)                | | |      |
| Fromelderode                                          | Martinfeld                                    | 1339 (Conradus dictus) Fremederad    | vor 1511 | |      |
| (Ober) Friede                                         | Großtöpfer                                    | 1358                                 | 15. Jh. | |      |
| Fu(h)rbach                                            | Weißenborn-Lüderode                           |                                      | | |      |
| Germerode                                             | Wingerode                                     |                                      | | |      |
| Gerstenrode                                           | Freienhagen                                   | 1250                                 | 14. Jahrhundert                                                                                               | Vorgängerort für Freienhagen |      |
| Glasehausen                                           | Schönau, Uder                                 | 1341                                 | nach 1600 | |      |
| Goburg                                                | Volkerode                                     | 1358 (in villa Gaburg)               | 15./16. Jh.                                                                                                   | Befestigungsanlage mit Dorf |      |
| Götzenrode                                            | Großbartloff                                  |                                      | vor 1608 (Getzenroda)                                                                                         | |      |
| Griesbach                                             | Uder                                          | 1305 (Gryzebeche)                    | 1341 (oder früher)                                                                                            | |      |
| Griemelbach, Grumelbeche u. a.                        | Bischhagen, Siemerode                         | 1310 (Crimelbech)                    | 14. Jh. | |      |
| Gunzerode, Günzerode                                  | Flinsberg                                     | 1146                                 | vor 1600 | |      |
| Hadewardshausen                                       | Heilbad Heiligenstadt                         | 1254 (Hadewardeshusen)               | | am Stadtrand von Heiligenstadt |      |
| Hadewarterode, Hauterode                              |                                               |                                      | | ab 1227 finden sich Belege für die beiden heutigen Orte Steinheuterode und Wüstheuterode, die sich aber nicht eindeutig zuordnen lassen |      |
| Harbach, Horbach                                      | Wingerode, Hundeshagen                        | 1281                                 | 16. Jh. | |      |
| Haselbach                                             | Jützenbach                                    | 1124                                 | | |      |
| Haukental, Hackental                                  | Geismar                                       |                                      | vor 1420 (Hauckental)                                                                                         | |      |
| Heddigerode                                           | Kleinbartloff                                 | 1253                                 | 16. Jh. | |      |
| Heiden                                                | Gernrode, Breitenworbis                       | 1549                                 | | |      |
| Helmeried                                             | Stöckey                                       | 1123                                 | nach der Gründung von Stöckey als eigenständiges Dorf am Rittergut und vor der Ersterwähnung Limlingerodes    | |      |
| Herrmannshagen                                        | Hundeshagen, Teistungen                       | 1191                                 | 16. Jahrhundert?                                                                                              | 1420 Quedlinburger Lehnsbrief an die Westernhagen und Güterverzeichnis „villa Hermannshagen“ 1483/84 Designation der quedlinburgischen Lehen an die Grafen von Reinstein (Regenstein?) 1559 Kurmainzer Lehen an die von Westernhagen |      |
| Herrode                                               | Großbartloff                                  |                                      | vor 1358 | 1329 kauft der Johanniterorden das Siechenhaus bei Großbartloff 1853 Bau des Bauernhofes Herode unterhalb des Uhlenstein mit Göpelschuppen, 1948/49 Elektroanschluss |      |
| Hessel                                                | Wiesenfeld                                    | 1358 (villa Hesteler)                | vor 1465 | Ober- und Unterhessel Gut Hessel |      |
| Herzwinkel                                            | Dingelstädt                                   | 1134 (Hirzwinkili)                   | | |      |
| Hillenhagen, Hildenhagen, Hillenhaben                 | Weißenborn-Lüderode                           | 1124 (Hildenhaben)                   | | |      |
| Hirsingerode                                          | Schwobfeld                                    | 1206 (Hurchenroth)                   | vor 1358 (Hersungerode)                                                                                       | |      |
| Hohkühle, Hokulle                                     | Dingelstädt                                   | 1134                                 | 14. Jh. | |      |
| Honeckerode, Hankenrode                               | Schwobfeld                                    | 1284                                 | | westlich benachbart der heutige Ort Hennigerode |      |
| Hoscherod                                             | Haynrode                                      | 1222                                 | 16. Jh. | |      |
| Hunrode, Hunnigerode                                  | Westhausen                                    | 1603 (Hungerode)                     | 1610 (Heinchenroda)                                                                                           | |      |
| Huchelheim                                            | Kaltohmfeld                                   |                                      | 14. Jh. | |      |
| Hüchelheim, Huchelheim                                | Heilbad Heiligenstadt                         |                                      | 1316 (Huchelheym)                                                                                             | Huchelheimer Tor in der Stadtmauer, Adelsgeschlecht: Heinrich 1312 |      |
| Hudenrode                                             | vermutlich Weißenborn-Lüderode                | 1124                                 | | |      |
| Hugenworbis                                           | Breitenworbis                                 | 1268                                 | 17. Jh. | |      |
| Hunderode, Hunrode                                    | Marth                                         | 1318 (invilla Gunrode)               | | heute Hofanlage Hunrod |      |
| Hunrode                                               | Bodenrode                                     |                                      | vor 1603 | |      |
| Ickendorf                                             | Ferna                                         | 1062                                 | 15. Jh. | 1089/90 Zehnten an Kloster Lippoldsberg 1204 Zehnten an Kloster Pöhlde 1311 Hunoldus de Ickendorf 1308/09 Curt von Westernhagen wohnt im Dorf 1442 Quedlinburger Lehen an die von Westernhagen 1579 Ickendorfer Kirchhof |      |
| Immental                                              | Jützenbach                                    | 1124 (Imbendale)                     | | |      |
| Ichtenbach (Eichtenbach)                              | Stöckey                                       |                                      | nach der Gründung von Limlingerode                                                                            | |      |
| Itzenhain                                             | Bockelnhagen                                  | 1420                                 | | heute Tettenborner Köpfe |      |
| Kamp                                                  | Ecklingerode, Wehnde                          | 1266 (in Kampo)                      | | |      |
| Kubsdorf                                              | Döringsdorf                                   | 1385 (Kybesdorf)                     | um 1500 | 1583 Baubeginn Vorwerk Kuebsdorff/Keudelstein erneutes Wüstfallen und 1978 Abriss von Gut Keudelstein |      |
| Kirchberg                                             | Dingelstädt                                   | 1134 (Kireberc)                      | 15./16. Jh.                                                                                                   | |      |
| Kirchdorf                                             | Bockelnhagen                                  | 1154                                 | 16. Jh. | |      |
| Kirrode                                               | Birkungen                                     | 1297                                 | 17. Jh. | |      |
| Kizzenrode                                            | Weißenborn-Lüderode                           | 1124                                 | | |      |
| Kreuzhagen (Crotenhagen, Crodenhagen)                 | Stöckey, Limlingerode                         |                                      | nachdem es zum Lehen des Klosters Walkenried wurde                                                            | liegt unmittelbar am Rinnebach am Nordberg |      |
| Krummelbach, Krümmelbach                              | Mengelrode                                    | 1310 (Crimelbach)                    | 1318 (Grummelbecke desolato)                                                                                  | |      |
| Lamprechtsrode, Lamps Rode                            | Heilbad Heiligenstadt                         | 1365                                 | | |      |
| Laubach                                               | Niederorschel                                 | 1334 (Lobpach)                       | 16. Jh. | |      |
| Lentershagen                                          | Schachtebich                                  | 1566                                 | 1629 (wustung Lentershagen)                                                                                   | Hofanlage Lentershagen 1982 abgerissen |      |
| Lichtenberg                                           | Lehna                                         |                                      | 1358 | |      |
| Liebesdorf (im Düsterthal), Odelieben                 | Stöckey                                       | 1124 (1246)                          | 1789 | |      |
| Luterode                                              | Birkungen                                     | 1209                                 | 16. Jh. | |      |
| Windisch-Lutter, Wenigen-Lutter, Nieder-Lutra         | Lutter                                        | 1318 (wyndischen lutera)             | | Ober-Lutter ist das heutige Lutter |      |
| Luterode                                              | Birkungen                                     | 1209 (Lutenrot)                      | vor 1290 | |      |
| Luttershausen                                         | Großbartloff                                  | 1420 (Luterichshusen)                | | bei der heutigen Luttermühle |      |
| Mackenrode                                            | Thalwenden                                    | 1394 Mattenrode                      | | |      |
| Mittelhausen                                          | Jützenbach                                    | 1262                                 | | |      |
| Möncherode                                            | Zwinge, Pöhlde                                | 952 (Munikreod), 1230 (Monneckerodt) | vor 1482 | |      |
| Müllstelle                                            | Epschenrode, Trebra                           |                                      | | lag unmittelbar an der Ohe |      |
| Neiderode, Nerderode                                  | Breitenworbis                                 |                                      | | |      |
| Neuendorf                                             | Niederorschel                                 | 1306 (Nuendorff)                     | 16. Jh. | |      |
| Neuenhagen                                            | Wachstedt                                     | 1358 (Nuenhagen)                     | | das heutige Klüschen Hagis |      |
| Neuseessen (Ober- und Unterneusessen)                 | Uder                                          | 1318 (Nuwezezenn)                    | vor 1610 | |      |
| Nottenrode                                            | Gernrode                                      |                                      | vor 1609 | |      |
| Oberode                                               | Leinefelde                                    |                                      | vor 1570 (Ubenrode)                                                                                           | |      |
| Ockental, Hackental                                   | Westhausen                                    | 1146 (Occandale)                     | | |      |
| Oggenrode (Oygenrode)                                 | Stöckey, Limlingerode                         |                                      | | lag an der Pinte oberhalb des heutigen Stöckeyer Teiches auf der Gaugrenze zwischen Lies- und Helmegau |      |
| Polkendorf                                            | Geismar                                       | 1358 (Pulkendorff)                   | 15. Jh. | |      |
| Pollenborn                                            | Stöckey, Epschenrode                          |                                      | 1626/1627: nach der Brandschatzung im 30-jährigen Krieg und dem Pestausbruch                                  | lag am sogenannten Rain(s)berg zwischen Stöckey und Epschenrode |      |
| Queckhagen                                            | Günterode                                     | 1381                                 | | Grenze (Hagen) zum unmittelbar benachbarten Günterode |      |
| Rappolderode                                          | Wintzingerode                                 | 1238/46 (Rupolderoth)                | vor 1448 | |      |
| Reckerode                                             | Wüstheuterode                                 | 1221 (Reigarderot)                   | 1338 (Rekerode)                                                                                               | |      |
| Reckerode                                             | Rengelrode                                    | 1306                                 | | |      |
| Rendehausen                                           | Gerbershausen                                 | 1336 (Renwordshusen)                 | | |      |
| Riekenbach (zur Ohe)                                  | Epschenrode, Schiedungen                      | 1298                                 | 1564 | |      |
| Riesbach                                              | Heilbad Heiligenstadt Siemerode               | 1381 (Richersbach)                   | vor 1381 (Reyspach)                                                                                           | 1381 übergibt Hans von Rengelrode dem Hospital zum Heiligen einen Wald in Riesbach, das Geistholz bildete die Grenze von Siemerode zum Stadtgericht Heiligenstadt (Riesbachs-Warte) das Landsteuerregister vermeldet 1548 22 Heiligenstädter mit Besitz in Riesbach 1610 gehörten 28 Hufen zu Heiligenstadt und 4 Hufen zu Siemerode 1692 Nikolaus Stein ist Schultheiß zu Riesbach                    |      |
| Rieth                                                 | Beuren                                        | 1146 (Rydene)                        | | |      |
| Riethe                                                | Uder                                          | 1146                                 | | |      |
| Ritterbach                                            | Worbis                                        | 1311 (Ridisbach)                     | 16. Jh. | |      |
| Röblingerode                                          | Wingerode                                     | 1318 (Rebingerode)                   | | |      |
| Rödchen, Herode                                       | Großbartloff                                  |                                      | 15. Jh. (Rode)                                                                                                | |      |
| Roderode, Rodingerode                                 | Bernterode                                    | 1221 (Rodingerode)                   | vor 1751 (Ruderoda)                                                                                           | |      |
| Rohrbach                                              | Volkerode                                     | 1221 (Rorbach)                       | | |      |
| Rohrbach                                              | Beuren                                        |                                      | vor 1536 | |      |
| Rohre                                                 | Rustenfelde                                   | 1526 (Roer)                          | | |      |
| Rosenhagen                                            | Stöckey, Limlingerode                         | 1123                                 | um 1631: nach der Brandschatzung im 30-jährigen Krieg                                                         | soll unweit der sogenannten Ketterlöchern gelegen haben |      |
| Rotenbach                                             | Wüstheuterode                                 | 1383 (Rodinbach)                     | | |      |
| Rotenhar, Rotenborn                                   | Kella                                         | 1336                                 | | |      |
| Rothenbach                                            | Streitholz                                    | (Rodenbach)                          | 14./15. Jh.                                                                                                   | |      |
| Rothenbach                                            | Wüstheuterode                                 | 1283 (Rodinbach)                     | | |      |
| Rottenbach                                            | Großbartloff                                  | (1328) (Rothenhac)                   | | |      |
| Rudolfshausen                                         | Wilbich                                       | 1420 (Rudolffeshusen)                | 15. Jh. | |      |
| Rumerode                                              | Birkenfelde                                   | 1236 (Rabodenrothe)                  | | später Gut Rumerode |      |
| Rumerode                                              | Breitenbach                                   | 1227 (Rumarod)                       | | |      |
| Ruprechtshausen                                       | Gerbershausen                                 | 1236 (Robretteshusen)                | | |      |
| Rustenrode                                            | Volkerode                                     |                                      | 1583 Rustenrodt                                                                                               | |      |
| Ruterode                                              | Fretterode                                    | 1309 (Rutherode)                     | | |      |
| Sachsenhagen                                          | Kreuzebra                                     | 1570/80                              | 1962 | später als Gehöft Steinhagen |      |
| Salmerode                                             | Haynrode                                      | 1293 (Sarmenrode)                    | 16. Jh. | |      |
| Schnellsrode, Schnellenrode                           | Wiesenfeld                                    |                                      | 1358 (Snelnrade)                                                                                              | |      |
| Schorbrandeshagen                                     | Schönhagen                                    | 1323 (Schorbrandshagen)              | | ev. Vorgänger von Schönhagen |      |
| Schwickschwende                                       | Birkenfelde                                   | 1562 (Swikkerswende)                 | | |      |
| Selmanrot, Schelmenrode                               | Birkenfelde                                   | 1055 (Selmanruoth)                   | | |      |
| Seehausen                                             | Hollau                                        | 1171 (Sehusen)                       | | |      |
| Segel                                                 | Kaltohmfeld, Kirchohmfeld                     | 1347                                 | etwa 16. Jh.                                                                                                  | Adelsgeschlecht: Conrad und Hermann 1347 |      |
| Siegfriederode                                        | Worbis, Breitenholz                           | 1570/80                              | vor 1573 | um 1900 Neubesiedlung mit einem Hof als Rentengut |      |
| Siemerode                                             | Unbekannt (zwischen Ershausen und Lengenfeld) | 1312 (Symerade)                      | vor 1420 | Conradus de Symerode (Vogt auf dem Gleichenstein) |      |
| Sindelbach, Siedebach                                 | Ershausen                                     | 1433 (Syndelbach)                    | | |      |
| Sohlbach                                              | Brehme, Jützenbach                            | 1124 (Solebach)                      | | |      |
| Stangenholz                                           | Stöckey, Weißenborn-Lüderode                  |                                      | | |      |
| Steina                                                | Arenshausen                                   | 1318 (Steyna)                        | 1486 | im 16. als Rittergüter Ober- und Unterstein neu errichtet |      |
| (Am) Stemmegrund                                      | Stöckey, Weißenborn-Lüderode                  | 1123                                 | nach Errichtung der Grenzziehung zwischen Kurmainzer "Ur-Eichsfeld" und der Grafschaft Hohenstein-Klettenberg | |      |
| Stiedenrode, Stuterode                                | Lindewerra                                    | 1329                                 | | |      |
| Süßholz (Suizholtz)                                   | Stöckey                                       | 1103                                 | nach der Errichtung des Rittergutes in Stöckey                                                                | |      |
| Tarterode                                             | Flinsberg, Martinfeld                         | 1306                                 | 15. Jh. | |      |
| Teistungenburg                                        | Teistungen                                    | 1062/1090 (Eistungenborg)            | 14./15. Jh.                                                                                                   | das Kloster Teistungenburg wurde zunächst in diesem Ort errichtet und später auf der Anhöhe neu aufgebaut |      |
| Tiemelsbach                                           | Fretterode                                    | 1368                                 | | |      |
| Tiemerode, Damerode                                   | Rohrberg                                      |                                      | 1552 | |      |
| Totelen, Dautel                                       | Hundeshagen, Teistungen                       | 1316 Ritter Hermann von Totelen      | !7./18. Jahrhundert?                                                                                          | 1331 Stift Quedlinburg überweist Teile an das Kloster Teistungenburg 1347 verkauft das Kloster ein Drittel des Dorfes an die von Westernhagen 1420 und 1483 Quedlinburger Lehen an die von Westernhagen 1537Graf Ernst zu Regenstein belehnt Ernst von Westernhagen mit dem Dorf 1347 Kirchenlehen, 1420 Präsentationsrecht für St. Michael an das Kloster Teistungenburg 1819 Meierei Dautel verkauft |      |
| Undankeshausen                                        | Dingelstädt                                   | 1209 (Undanekeshusen)                | 16. Jh.? | Adelsgeschlecht: Conrad 1227 |      |
| Vockerot?                                             | Steinheuterode                                |                                      | | |      |
| Volsbach, Folsbach                                    | Wingerode                                     | 1281                                 | vor 1548 | Glashütte |      |
| Wackenrode                                            | Martinfeld, Wachstedt                         | 1138                                 | | |      |
| Walehagen, Walehagon                                  | Lüderode                                      | 1124                                 | | |      |
| Wendelrode                                            | Niederorschel, Gernrode                       | 1124                                 | vor 1591 | 1209 ein Erzpriester Rudegerus aus Wendelrode, 1549 wird Christoph vom Hagen durch Kurmainz mit Gütern belehnt, 1542 ein Müller erwähnt, nach Wüstwerdung vermutlich 18 Harburger Untertanen in Niederorschel, 1595 Siechenhaus in der Flur, Wendelröder Mühle als Überbleibsel des Dorfes |      |
| Wenigen Bischofferode                                 | Bischofferode                                 | 1431                                 | | |      |
| Wenigen Buhla                                         | Buhla                                         | 1506 (Buhla minor)                   | | |      |
| Werdigeshausen                                        | Kefferhausen                                  | 1262 (Wedehus)                       | 15. Jh. | Werdigeshäuser Kirche als Überbleibsel |      |
| Westernhagen                                          | Berlingerode                                  | 1370 (Dorpe to dem Westernhagen)     | | zur Burg Westernhagen gehörend |      |
| Wetsche                                               | Großtöpfer                                    | 1358 (Wetche)                        | | 1583 Vorwerk (Wettich) |      |
| Wettelrod(e) (Weddelrode, Wiedelenrode, Wendelenroth) | Stöckey                                       |                                      | um 1724 | lag unterhalb von Bünde vorm Bauerneck |      |
| Wiesenbach, Wissenbich                                | Martinfeld                                    | 1209 ?                               | 1385 (Wesenbach)                                                                                              | |      |
| Wiherode, Wierode                                     | Burgwalde, Steinheuterode                     | 1310                                 | | |      |
| Wildungen                                             | Tastungen, Brehme                             | 1253                                 | 16.–17. Jh.                                                                                                   | |      |
| Wilmerode                                             | Heilbad Heiligenstadt                         | 1634 (Wülmeröder Grund)              | | |      |
| Wirkeshagen                                           | Dingelstädt                                   | 1162 (Wirckeshagen)                  | | |      |
| Witzungen                                             | Wintzingerode, Ferna                          | 1062 (Wecinge), 1333 (Wetzingen)     | 16. Jh. | |      |
| Wizkenrode, Metzingerode                              | Fretterode, Vatterode                         | 1244?, 1297                          | vor 1603 | |      |
| Wrochthausen                                          | Stöckey                                       |                                      | | lag an der Helme unweit der heutigen L1014 |      |
| Wolkramshausen                                        | Helmsdorf                                     | 1283 (Wolcramshusen)                 | 16. Jh.? | Adelsgeschlecht: Siegfried 1323 |      |

## Zeitweilig wüst gelegene Orte
Hier werden Orte aufgezählt, die zeitweilig wüst gelegen haben, später wieder aufgebaut wurden und noch existieren: Beinrode, Fürstenhagen, Glasehausen, Kaltohmfeld, Krombach, Misserode, Neuendorf, Pfaffschwende, Rumerode, Sickerode, Wachstedt, Wilbich, Wintzingerode, Wüstheuterode.